# Brio (godis)

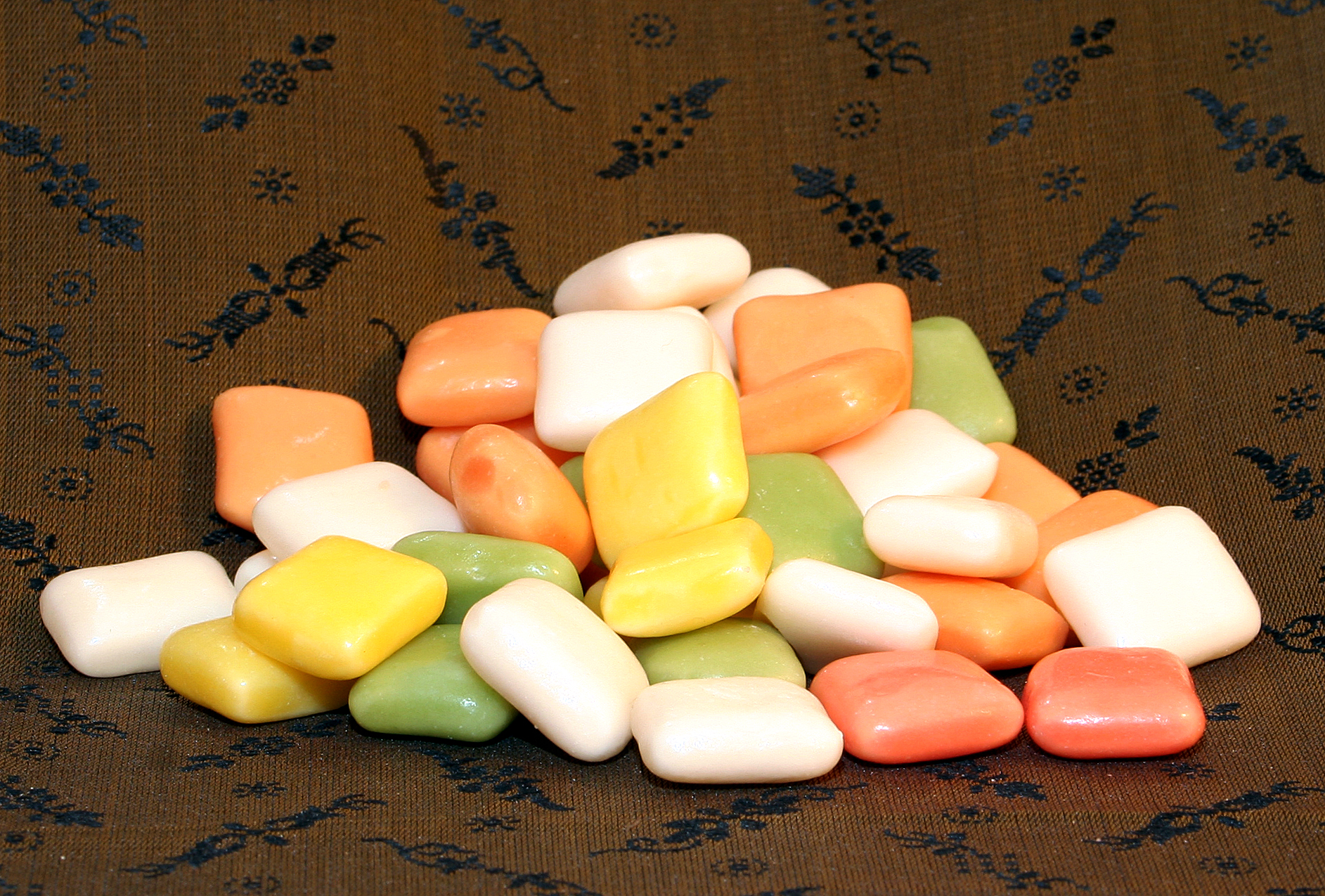
Brio.

Brio är en godisprodukt från Malaco, som finns i frukt- och gräddkolasmak. Brio med fruktsmak introducerades på 1930-talet av dåvarande Pix i Gävle, som köptes upp av Ahlgrens 1975.
Godisprodukten har ingen anknytning till leksakstillverkaren Brio.